# Mistrzostwa Europy w Podnoszeniu Ciężarów 1961
41. Mistrzostwa Europy w Podnoszeniu Ciężarów odbyły się w Wiedniu od 20 do 22 września 1961 roku. W tabeli medalowej tryumfowali zawodnicy ZSRR.  

## Rezultaty
| Kategoria |                      | Wynik    |                   | Wynik    |                          | Wynik    |
| --------- | -------------------- | -------- | ----------------- | -------- | ------------------------ | -------- |
| −56 kg    | Władimir Stogow      | 345,0 kg | Imre Földi        | 345,0 kg | Renzo Grandi             | 315,0 kg |
| −60 kg    | Sebastiano Mannironi | 357,5 kg | Jewgienij Minajew | 357,5 kg | Elemér Szabó             | 345,0 kg |
| −67,5 kg  | Waldemar Baszanowski | 402,5 kg | Siergiej Łopatin  | 400,0 kg | Marian Zieliński         | 395,0 kg |
| −75,0 kg  | Aleksandr Kurynow    | 435,0 kg | Győző Veres       | 420,0 kg | Marcel Paterni           | 405,0 kg |
| -82,5 kg  | Rudolf Plukfieldier  | 450,0 kg | Géza Tóth         | 432,5 kg | Jouni Kalervo Kailajärvi | 430,0 kg |
| −90,0 kg  | Ireneusz Paliński    | 475,0 kg | Louis Martin      | 462,5 kg | Arkadij Worobjow         | 457,5 kg |
| +90,0 kg  | Jurij Własow         | 525,0 kg | Eino Mäkinen      | 462,5 kg | Károly Ecser             | 455,0 kg |

## Tabela medalowa
| Poz. | Państwo         |   |   |   | Łącznie |
| ---- | --------------- | - | - | - | ------- |
| 1    | ZSRR            | 4 | 2 | 1 | 7       |
| 2    | Polska          | 2 | 0 | 1 | 3       |
| 3    | Włochy          | 1 | 0 | 1 | 2       |
| 4    | Węgry           | 0 | 3 | 2 | 5       |
| 5    | Finlandia       | 0 | 1 | 1 | 2       |
| 6    | Wielka Brytania | 0 | 1 | 0 | 1       |
| 7    | Francja         | 0 | 0 | 1 | 1       |
|      | Łącznie         | 7 | 7 | 7 | 21      |